# Coquille d'argent du meilleur acteur
La Coquille d'argent du meilleur acteur (espagnol : Concha de Plata al mejor actor ; basque : Gizonekozko Aktore Onenaren Zilarrezko Maskorra) est un prix officiel décerné au Festival de Saint-Sébastien à un acteur ayant joué dans les films de la sélection officielle.
La catégorie s'est appelée Prix Zulueta d'interprétation masculine à l'édition de 1960, puis Prix Saint Sébastien de la meilleure interprétation masculine entre 1961 et 1989. L'intitulé actuel date de l'édition 1990.
Aux éditions de 1953 et 1954, seules furent primés des interprètes espagnols. L'édition de 1955 était spécialisée dans les films en couleurs et ne distribua que des récompenses sur la qualité. Entre 1980 et 1984 la distinction ne fut pas attribuée à cause de la perte du classement en catégorie A de la FIAPF.

## Palmarès

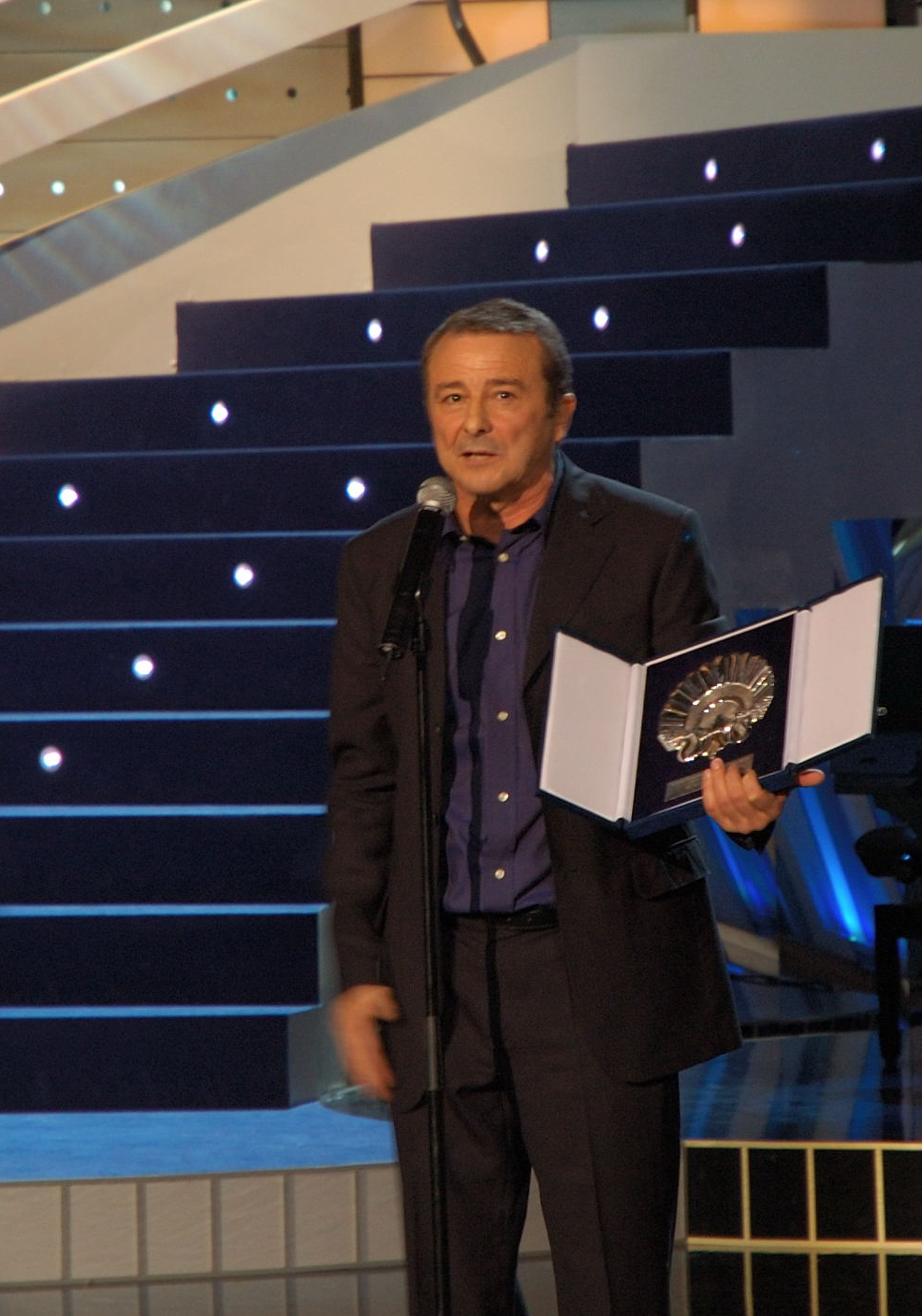
Juan Diego qui a remporté la Coquille d'Argent du meilleur acteur au 54e Festival de Saint-Sébastien en 2006.

| Année | Acteur                                                                           | Film                                       | Titre original                   |
| ----- | -------------------------------------------------------------------------------- | ------------------------------------------ | -------------------------------- |
| 1953  | Francisco Rabal                                                                  | Hay un camino a la derecha                 |                                  |
| 1954  | Enrique Diosdado                                                                 | Viento del norte                           |                                  |
| 1956  | Otto Eduard Hasse                                                                | Canaris                                    |                                  |
| 1957  | Charles Vanel                                                                    | Le Feu aux poudres                         |                                  |
| 1958  | Kirk Douglas                                                                     | Les Vikings                                | The Vikings                      |
| 1958  | James Stewart                                                                    | Sueurs froides                             | Vertigo                          |
| 1959  | Adolfo Marsillach                                                                | Salto a la gloria                          |                                  |
| 1960  | Richard Attenborough, Jack Hawkins, Bryan Forbes, Roger Livesey et Nigel Patrick | Hold-up à Londres                          | League of Gentlemen              |
| 1961  | Gert Fröbe                                                                       | Der Gauner und der liebe Gott              |                                  |
| 1962  | Peter Sellers                                                                    | Les Femmes du général                      | Waltz of the Toreadors           |
| 1963  | Jack Lemmon                                                                      | Le Jour du vin et des roses                | Days of Wine and Roses           |
| 1964  | Richard Attenborough                                                             | Le Rideau de brume                         | Seance on a Wet Afternoon        |
| 1964  | Maurice Biraud                                                                   | Les Aventures de Salavin                   |                                  |
| 1965  | Marcello Mastroianni                                                             | Casanova 70                                |                                  |
| 1966  | Frank Finlay                                                                     | Otelo                                      |                                  |
| 1967  | John Mills                                                                       | Chaque chose en son temps                  | The Family Way                   |
| 1967  | Maurice Ronet                                                                    | Le Scandale                                |                                  |
| 1968  | Sidney Poitier                                                                   | For Love of Ivy                            |                                  |
| 1968  | Claude Rich                                                                      | Je t'aime, je t'aime                       |                                  |
| 1969  | Nicol Williamson                                                                 | Laughter in the Dark                       |                                  |
| 1970  | Innokenti Smoktounovski                                                          | Tchaikovsky                                | Чайковский                       |
| 1970  | Zoltán Latinovits                                                                | Utazás a koponyám körül                    |                                  |
| 1971  | Vittorio Gassman                                                                 | Brancaleone s'en va-t'aux croisades        | Brancaleone alle crociate        |
| 1972  | Fernando Rey                                                                     | La duda                                    |                                  |
| 1972  | Chaim Topol                                                                      | Sentimentalement vôtre                     | Follow me!                       |
| 1973  | Lino Ventura                                                                     | La Bonne Année                             |                                  |
| 1973  | Giancarlo Giannini                                                               | La Grosse Tête                             | Sono stato io!                   |
| 1974  | Martin Sheen                                                                     | La Balade sauvage                          | Badlands                         |
| 1975  | Al Pacino                                                                        | Un après-midi de chien                     | Dog Day Afternoon                |
| 1976  | Zdzislaw Kozien                                                                  | Skazany                                    |                                  |
| 1977  | Héctor Alterio                                                                   | A un dios desconocido                      |                                  |
| 1978  | José Sacristán                                                                   | Un hombre llamado Flor de Otoño            |                                  |
| 1979  | Nelson Villagra                                                                  | Prisioneros desaparecidos                  |                                  |
| 1985  | Piotr Siwkiewicz                                                                 | Yesterday                                  |                                  |
| 1986  | Ernesto Gómez Cruz                                                               | El imperio de la fortuna                   |                                  |
| 1987  | Imanol Arias                                                                     | El Lute, marche ou crève                   | El Lute (camina o revienta)      |
| 1988  | Fernando Rey                                                                     | Diario de invierno et El aire de un crimen |                                  |
| 1989  | Ari Bery                                                                         | Tusztorténet                               |                                  |
| 1990  | Mulie Jarju                                                                      | Las cartas de Alou                         |                                  |
| 1991  | Silu Seppälä                                                                     | Zombie ja kummitusjuna                     |                                  |
| 1992  | Roberto Sosa                                                                     | Highway Patrolman                          | El patrullero                    |
| 1993  | Juan Echanove                                                                    | Madregilda                                 |                                  |
| 1994  | Javier Bardem                                                                    | Días contados et El detective y la muerte  |                                  |
| 1995  | Nicolas Cage                                                                     | Leaving Las Vegas                          |                                  |
| 1996  | Michael Caine                                                                    | Blood and Wine                             |                                  |
| 1997  | Federico Luppi                                                                   | Martín (Hache)                             |                                  |
| 1998  | Ian McKellen                                                                     | Ni dieux ni démons                         | Gods and Monsters                |
| 1999  | Jacques Dufilho                                                                  | C'est quoi la vie ?                        |                                  |
| 2000  | Gianfranco Brero                                                                 | Tinta roja                                 |                                  |
| 2001  | Düzgün Ayhan                                                                     | Escape to Paradise                         |                                  |
| 2002  | Liu Peiqi                                                                        | L'Enfant au violon                         | 和你在一起 (Hé nǐ zài yīqǐ)      |
| 2003  | Luis Tosar                                                                       | Ne dis rien                                | Te doy mis ojos                  |
| 2004  | Ulrich Thomsen                                                                   | Brothers                                   | Brødre                           |
| 2005  | Juan José Ballesta                                                               | 7 vírgenes                                 |                                  |
| 2006  | Juan Diego                                                                       | Vete de mí                                 |                                  |
| 2007  | Henry O (en)                                                                     | Un millier d'années de bonnes prières      | A Thousand Years of Good Prayers |
| 2008  | Oscar Martinez                                                                   | El nido vacío                              |                                  |
| 2009  | Pablo Pineda                                                                     | Yo, también                                |                                  |
| 2010  | Connor McCarron                                                                  | Neds                                       |                                  |
| 2011  | Antonis Kafetzopoulos                                                            | Adikos kosmos                              |                                  |
| 2012  | José Sacristán                                                                   | El muerto y ser feliz                      |                                  |
| 2013  | Jim Broadbent                                                                    | Un week-end à Paris                        | Le Week-end                      |
| 2014  | Javier Gutiérrez Álvarez                                                         | La isla mínima                             |                                  |
| 2015  | Ricardo Darín                                                                    | Truman                                     |                                  |
| 2015  | Javier Cámara                                                                    | Truman                                     |                                  |
| 2016  | Eduard Fernández                                                                 | L'Homme aux mille visages                  | El hombre de las mil caras       |
| 2017  | Bogdan Dumitrache                                                                | Pororoca                                   |                                  |
| 2018  | Darío Grandinetti                                                                | Rojo                                       |                                  |
| 2019  | Bukassa Kabengele                                                                | Pacificado                                 |                                  |
| 2020  | Mads Mikkelsen, Thomas Bo Larsen, Lars Ranthe et Magnus Millang                  | Drunk                                      | Druk                             |